# Arteria pudenda esterna superficiale
L'arteria pudenda esterna è un ramo dell'arteria femorale. In numerosi trattati la pudenda esterna superficiale si distingue in un tronco superiore e un tronco inferiore. I due tronchi possono nascere separatamente dalla femorale o sotto forma di un tratto unico che, poi, biforcandosi dà vita alle due arterie separate. Le pudende esterne si diramano dalla faccia mediale della femorale quasi al centro del triangolo di Scarpa. Dall'inizio presentano un decorso dal basso verso l'alto ed in senso latero-mediale.
Nella variante a tronco unico d'origine, il segmento arterioso passa al di sotto del tratto d'unione fra grande safena e vena femorale profonda; in questo caso lo sdoppiamento in pudenda esterna superiore ed inferiore si fa dopo l'incrocio con i due vasi venosi.
Nella variante d'origine a due rami separati, l'arteria pudenda esterna superiore si pone al di sopra del tratto d'unione della safena nella femorale, passando, quest'ultima, sulla sua faccia anteriore, mentre la pudenda esterna inferiore mantiene il passaggio proprio al di sotto del "carrefour" safeno-femorale.
Coperta dalla fascia cribrosa l'arteria pudenda esterna superiore, giunta in corrispondenza dell'orifizio inguinale esterno (a circa 2,5 - 4 cm più in basso di quest'ultimo, la trapassa e si suddivide nei suoi due rami terminali (in altri casi l'attraversamento della fascia cribrosa è operato in maniera separata dai rami terminali): il ramo pubico (superiore) e il ramo genitale (inferiore).
Il ramo pubico si porta verso la sinfisi, contribuendo all'irrorazione della faccia anteriore o superficiale del tratto sinfisario e del segmento verticale della branca inferiore del pube.
Il ramo genitale si distribuisce alla cute ed al sottocutaneo dello scroto nel maschio e delle grandi labbra nella femmina. Entrambe le strutture vengono raggiunte dal ramo genitale all'incontro del loro terzo medio con il terzo inferiore. Di qui il ramo si sfiocca in numerose arteriole che riforniscono di sangue l'intero territorio terminale.